# Numeracja L

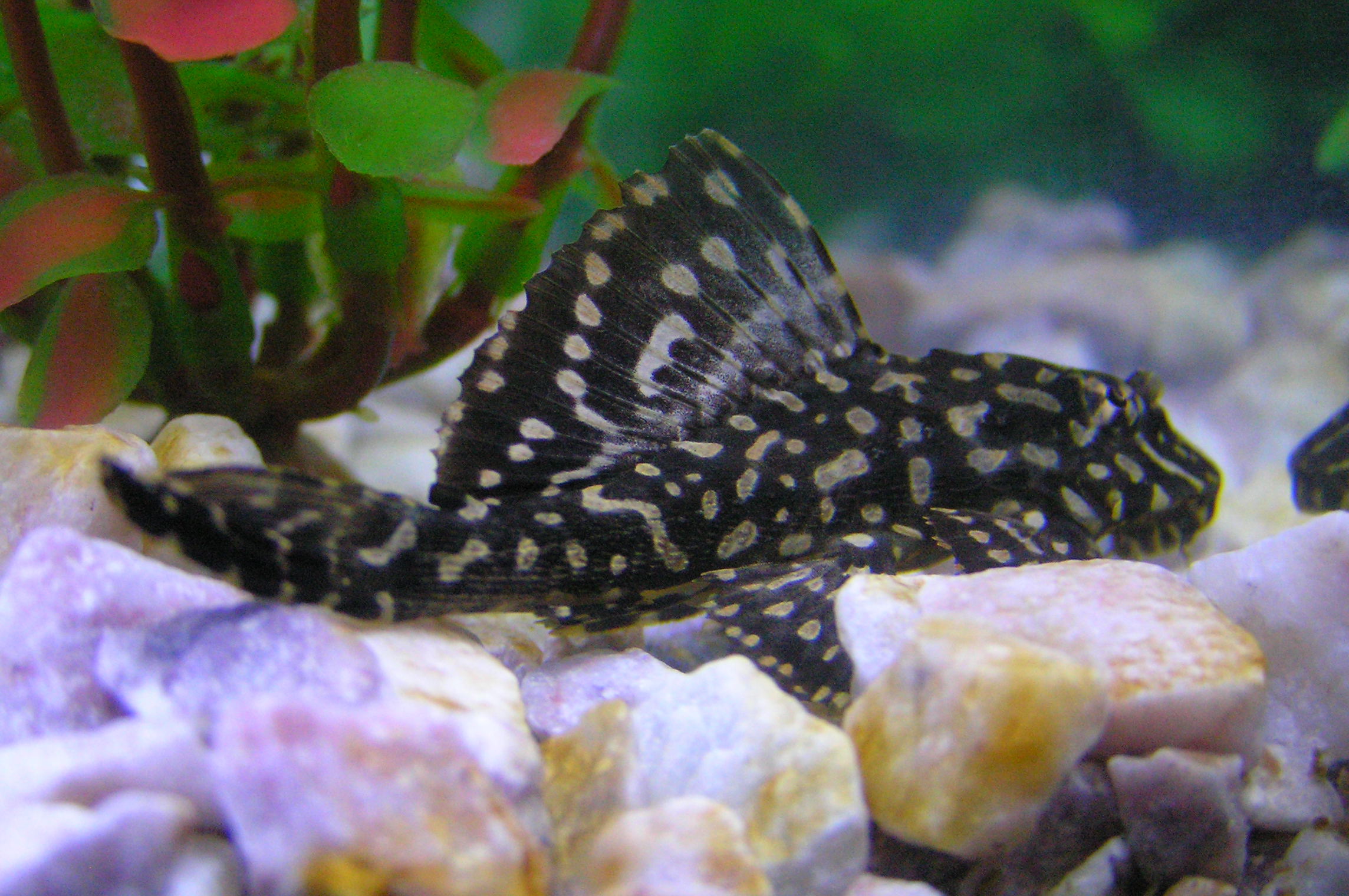
Pterygoplichthys joselimaianus, L001, L022

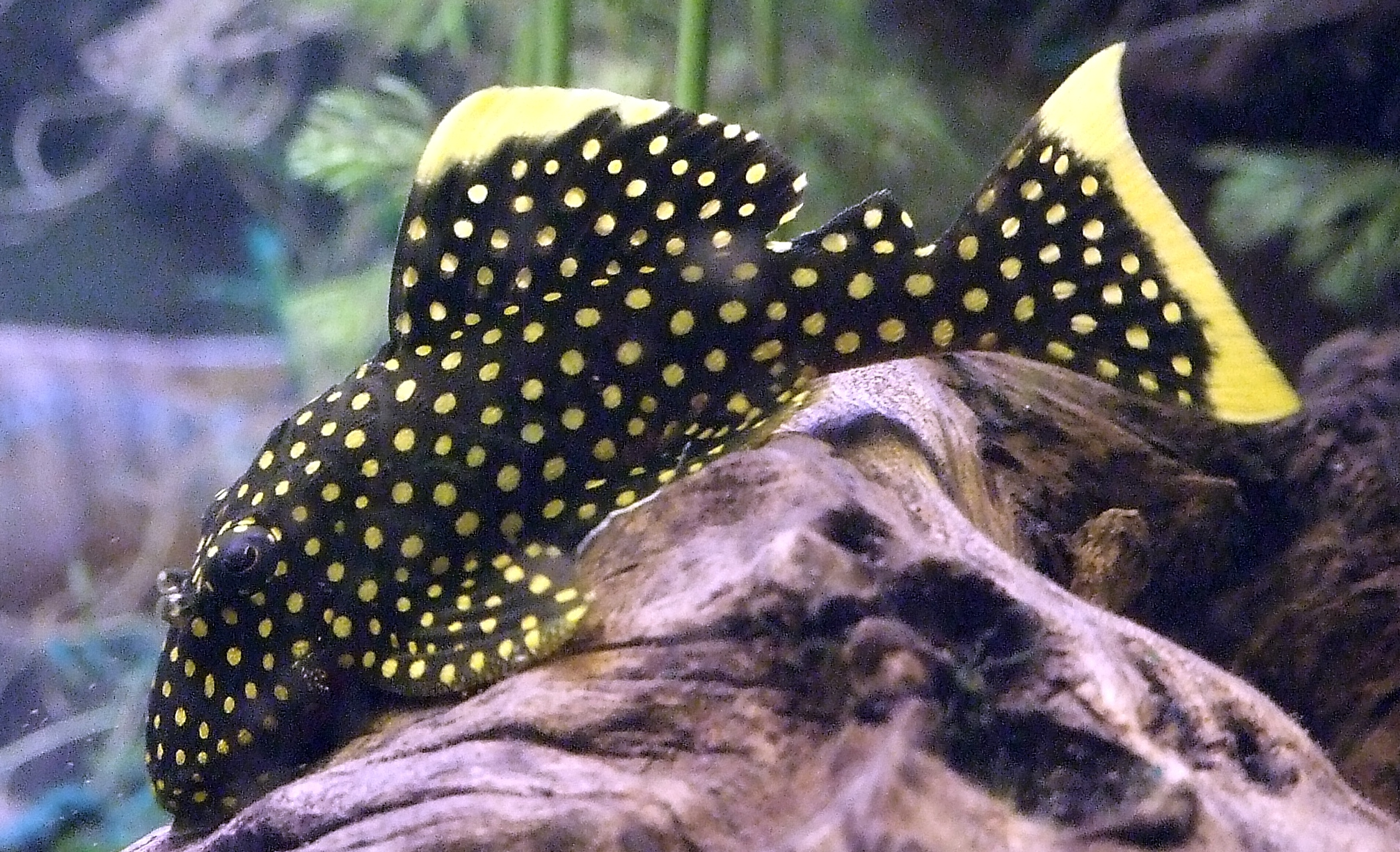
Baryancistrus xanthellus, L018, L085

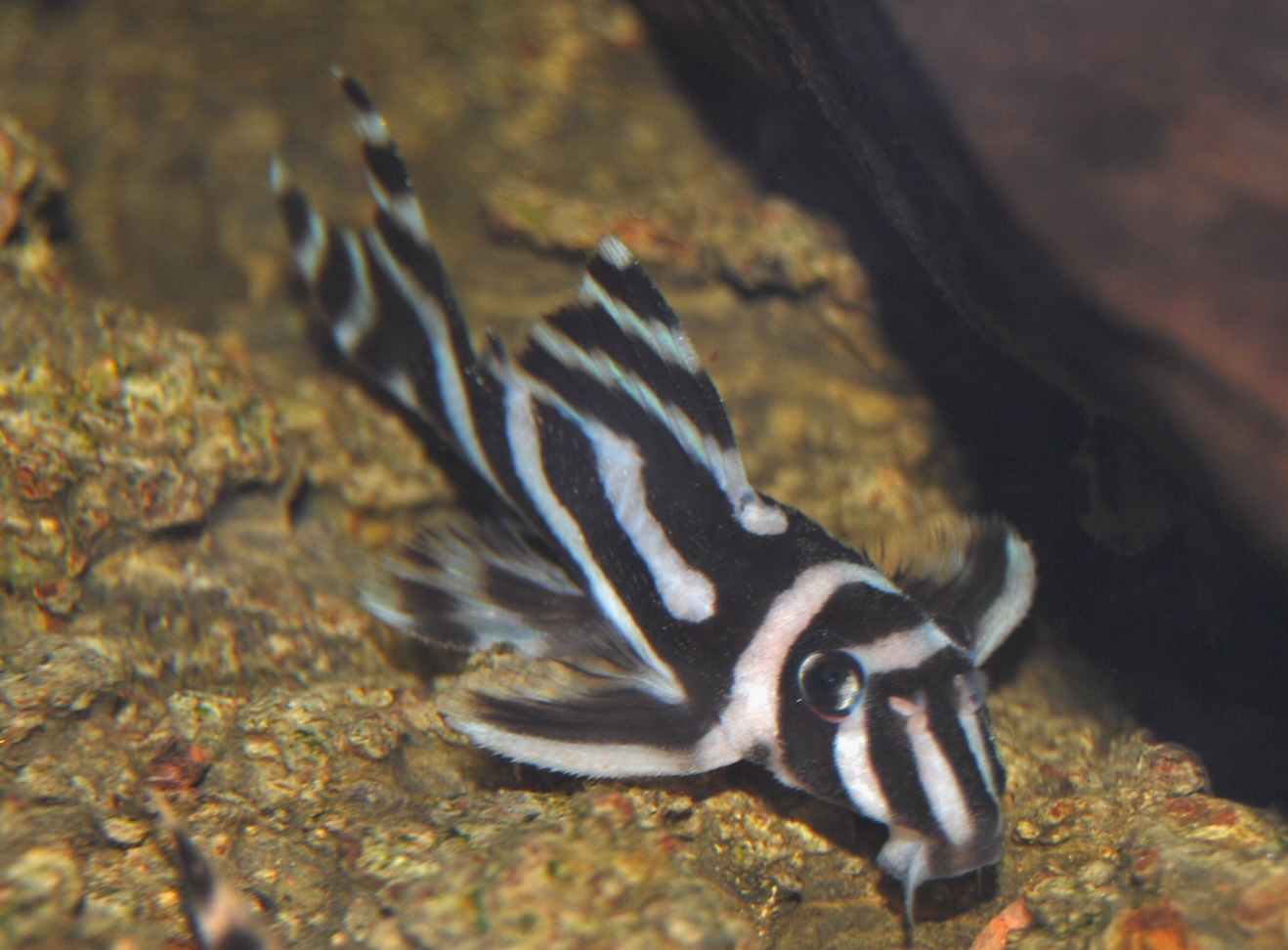
Hypancistrus zebra, L046, L098, L173

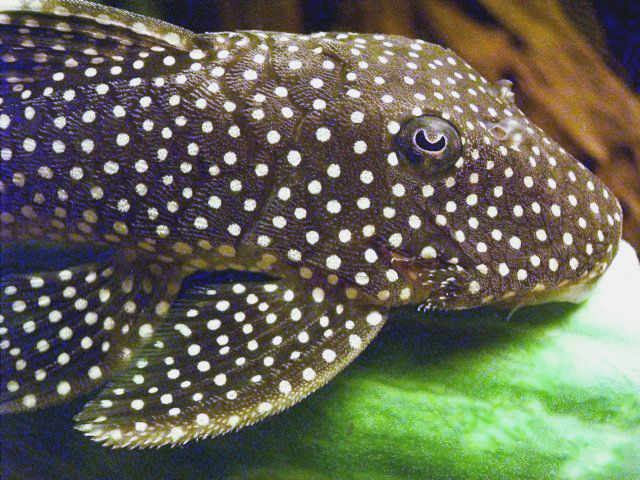
Baryancistrus xanthellus, L081

Numeracja L – pseudonaukowy system klasyfikacji ryb z rodziny zbrojnikowatych (Loricariidae), w którym każdy domniemany nowy gatunek jest wskazywany przez unikalną kombinację cyfr po literze "L".
Został wprowadzony latem 1988 roku z powodu dużej liczby importowanych i jeszcze naukowo nieopisanych ryb. Numerację tę ustanowili wspólnie: Reiner Stawikowski – redaktor naczelny niemieckich czasopism Datz i Aquarien-Praxis, Arthur Werner – kierownik firmy Transfish i Uli Schliewen (kurator w dziedzinie ichtiologii w Monachium).
Litera "L" pochodzi od naukowej nazwy rodziny. Następująca po niej liczba oznacza numerację według kolejności publikacji w czasopiśmie Datz, tzn. warunkiem nadania numeru L jest publikacja nt. danego gatunku, podgatunku lub jego odmiany w tymże czasopiśmie. Oficjalnie między literą "L" a liczbą powinna stać spacja. W praktyce jest to jednak rzadko przestrzegane. Numeracja L ułatwiła w znacznym stopniu komunikację wśród hodowców i handlarzy ryb z rodziny zbrojnikowatych na całym świecie i spotkała się z szybką międzynarodową akceptacją.
19 lipca 2008 roku numeracja L obejmowała 409 pozycji (numerów L). Numery te nie oznaczają jednak 409 różnych gatunków. W niektórych przypadkach kilka różnych numerów opisuje ten sam gatunek, ale odmienne miejsca jego występowania, odmiany lub mutacje (zobacz opisy zdjęć)
Podobny system został wprowadzony przez niemieckie czasopismo "Das Aquarium" (numeracja LDA). Na skutek rywalizacji wśród autorów i wydawnictw doszło do tego, że gatunki i ich odmiany lub mutacje często określane są zarówno numerem L jak i numerem LDA.
Po identyfikacji albo po utworzeniu naukowego opisu danego gatunku, L-numer staje się niepotrzebny. Tak jak na przykładzie L 46, który to gatunek opisany został w 1991 roku przez Isbrückera & Nijssena jako Hypancistrus zebra. W ten sposób jego L-numer stracił swoje znaczenie. Gatunek ten jest jednak nadal znany jako L 46. Numeracja L nie jest więc rzeczą ostateczną, a służy jedynie jako tymczasowa pomoc w identyfikacji i nazewnictwie gatunków ryb z rodziny zbrojnikowatych. Numeracja L jest jednak nadal bardzo popularna wśród hodowców i handlarzy i z tego powodu pozostanie prawdopodobnie jeszcze na długi czas w użyciu.
Do dokładnej identyfikacji gatunków na podstawie numeracji L mogą służyć następujące dzieła:
- poszczególne wydania czasopisma "Datz" (Wydawnictwo Eugen Ulmer KG) (jęz. niemiecki)
- wydanie specjalne czasopisma "Datz" – "L-Nummern – Das Original" (Wydawnictwo Eugen Ulmer KG) (jęz. niemiecki)
- "Aqualog Loricariidae: Alle L-Welse" (Wydawnictwo Aqualog Verlag GmbH) (jęz. niemiecki)
- "Aqualog Loricariidae: All L-numbers" (Wydawnictwo Aquaristik – Consulting & Service GmbH) (jęz. angielski)

Aqualog ("All L-Numbers") zawiera jednak wiele błędnych identyfikacji i nie jest polecany bez zastrzeżeń. Dodatkowo zawiera on w opisach niektórych gatunków jedynie ręcznie wykonane ilustracje, ponieważ autorzy nie dysponowali żywym egzemplarzem ryby danego gatunku.